# 묘

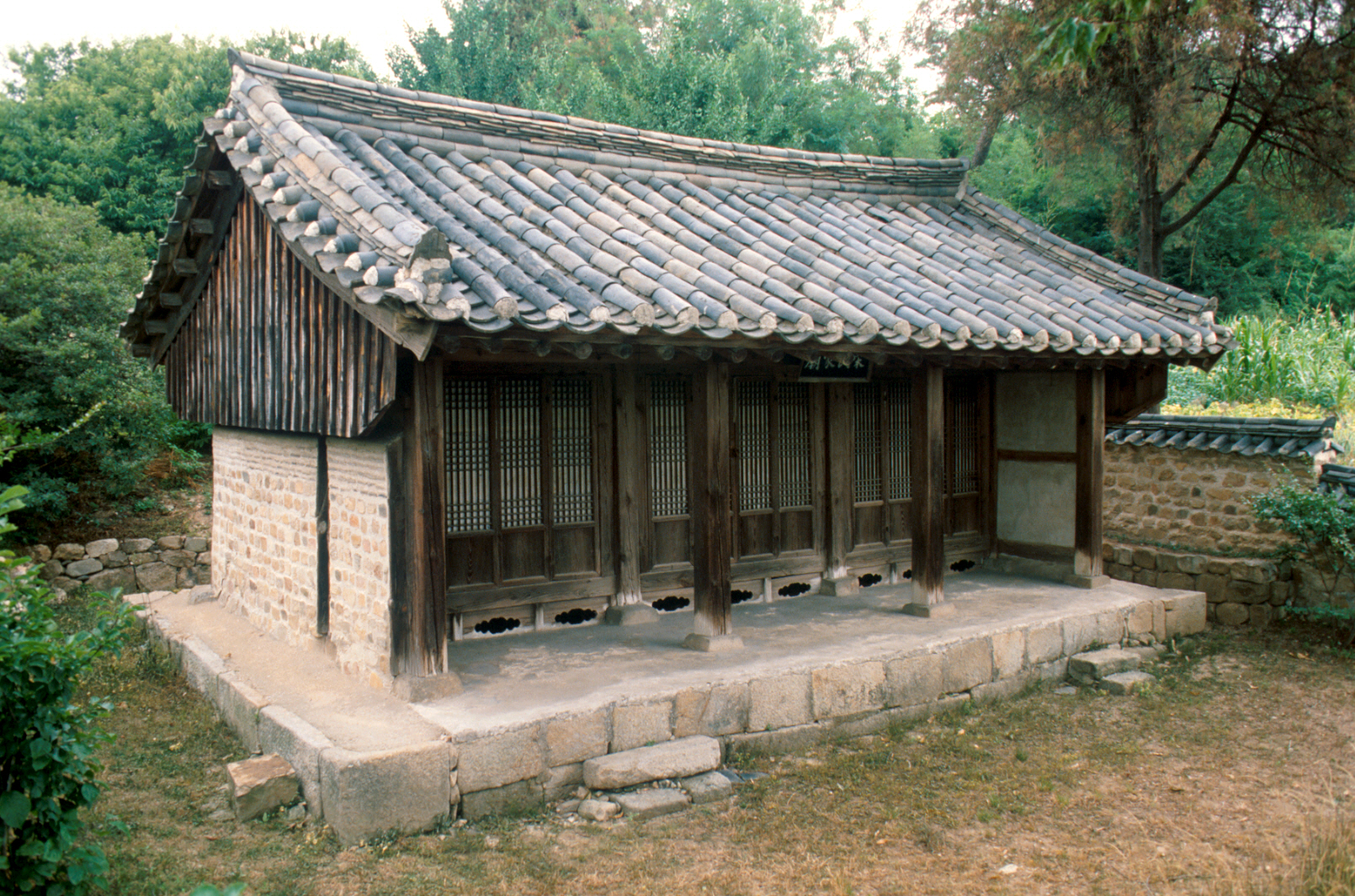
대전광역시 내 회덕 동춘선생 고택에 자리한 송씨가묘의 모습. 건물의 현판에서 '가묘'(家廟)라는 표현을 찾아볼 수 있다.

묘(廟) 또는 묘당(廟堂)이란 동아시아 문화권에서 조상 또는 옛 성현(聖賢) 등을 유교적으로 숭배하기 위해 마련한 종묘, 문묘, 가묘 등의 건축물 또는 그러한 신앙문화를 일컬어 이르는 말이다. 기본적으로 위패만을 두고 제사를 지내는 장소로서 한자 '廟'를 사용하여 표기하는데, 이는 시신을 매장하는 분묘(墳墓)로서 한자 '墓'를 사용하는 표기하는 무덤의 개념과 구분된다.

## 역사와 의미
한자 '묘'(廟)는 본래 동아시아 문명에서 두 가지 뜻을 아우르고 있었다. 첫째는 작위와 토지를 상속 받은 가문의 상층부를 이르는 것이었고, 둘째는 통치자가 머무르며 제사를 올리고 업무를 보는 장소를 이르는 것이었다. 이러한 다층적 의미는 시간이 흐르며 통치자가 제사를 올리는 용도의 건축물로서의 의미로 점차 재편되었는데, 조선의 종묘(宗廟)와 중국의 태묘(太廟) 등은 변화된 용법을 나타내는 예시라고 할 수 있다.:5 한국 문명에서 '묘(廟)'라는 표현이 위와 같은 의미로 쓰이게 된 용례는 기록상 삼국시대까지 거슬러 올라가는데, 이때의 용법은 유교적 의례에 따른 '종묘'가 아닌 넓은 의미에서의 '시조묘'(始祖廟)에 가까운 개념이었다.:66-67
그러나 '묘'(廟)라는 한자가 반드시 황제, 제후 등 통치자가 주체가 되어 제사를 지내는 건축물에만 쓰이는 것은 아니었는데, 이에 해당하는 예시로는 가정에서 조상에 제사를 지내는 장소를 일컫는 단어인 가묘(家廟)가 있다. 본래 동아시아권에서 제사에 쓰이는 용도의 건축물을 일컫는 또다른 말로는 사당과 가묘가 있었는데, 사당은 본래 먼 조상이나 (조상이 아니더라도) 성현을 제사 지내는 곳을 의미하는 것이었고, 가묘는 일반 사대부 등이 조상을 제사 지내는 곳을 의미했다. 그러다 남송시대에 성리학의 부흥을 이끈 주자가 쓴 '가례'에서 가묘라는 표현을 사당이라는 표현으로 대체함에 따라 어휘로서의 가묘는 쓰임이 줄어들게 되었다.:40-42 그럼에도 불구하고 조선은 가묘라는 표현을 공식적으로 널리 사용하였다는 점에서 중화권에서의 어휘사용과 비교적 차이를 보인다. 조선은 건국 초기부터 숭유억불의 일환으로 상류층들에게 부모에 대한 제사를 국가적으로 강제하였는데, 이때 부모에게 제사를 지낼 장소를 가리키는 어휘로서 주로 사용된 표현은 사당이 아닌 가묘였다.:187-188 이에 따라 오늘날 한국의 표준국어대사전 등에서 '묘'(廟)란 제사를 지내는 장소(사당)으로써 그 제사를 지내는 주체와 무관하게 종묘, 문묘, 가묘 등을 널리 통틀어 일컫는 의미로써 쓰이고 있다.

## 같이 보기
- 태묘
- 종묘
- 가묘
- 문묘
- 관왕묘
- 사당